# Acosmetia psamoides
Acosmetia psamoides là một loài bướm đêm trong họ Noctuidae.